# Tipula capnioneura
Tipula capnioneura är en tvåvingeart som beskrevs av Paul Gustav Eduard Speiser 1909.
Tipula capnioneura ingår i släktet Tipula och familjen storharkrankar. Artens utbredningsområde är Tanzania. Inga underarter finns listade i Catalogue of Life.